# Gramma melacara
Gramma melacara è un piccolo pesce d'acqua salata appartenente al genere Gramma.

## Descrizione
Si tratta di un pesce piccolo (non supera i 10 cm di lunghezza).

## Distribuzione e habitat
Vive a profondità non superiori ai 180 metri, tuttavia tende a vivere a più di 30 metri dalla superficie marina - a differenza della specie simile G. loreto. G. melacara è distribuito nelle acque atlantiche vicine alle coste dell'America Centrale, prediligendo temperature piuttosto alte, tipiche dei mari tropicali.

## Biologia

### Comportamento
Ha uno stile di vita prevalentemente solitario.

### Alimentazione
In natura si ciba di gamberi, anfipodi, polcheti e piccoli pesci.
in acquario Gradisce mangimi surgelati a base di molluschi.